# Amtsgericht Stadt Hannover
Das Amtsgericht Stadt Hannover war ein Gericht der ordentlichen Gerichtsbarkeit in Hannover.
Nach der Revolution von 1848 wurde im Königreich Hannover die Rechtsprechung von der Verwaltung getrennt und die Patrimonialgerichtsbarkeit abgeschafft.
Das Amtsgericht wurde daraufhin mit der Verordnung vom 7. August 1852 die Bildung der Amtsgerichte und unteren Verwaltungsbehörden betreffend als königlich hannoversches Amtsgericht gegründet.
Es umfasste die Stadt Hannover.
Das Amtsgericht war dem Obergericht Hannover untergeordnet.
Es wurde 1856 aufgehoben und sein Gerichtsbezirk dem des Amtsgerichtes Hannover zugeordnet.